# 11498 Julgeerts
11498 Julgeerts eller 1989 GS4 är en asteroid i huvudbältet som upptäcktes den 3 april 1989 av den belgiske astronomen Eric W. Elst vid La Silla-observatoriet. Den är uppkallad efter Julien Armand Geerts.
Asteroiden har en diameter på ungefär 6 kilometer.